# Tim Willoughby
Tim Willoughby, född den 24 juni 1954 i Adelaide i Australien, död 9 januari 2008, var en australisk roddare.
Han tog OS-brons i åtta med styrman i samband med de olympiska roddtävlingarna 1984 i Los Angeles.